# Jans

Localització de Jans

Jans (en bretó Hentieg) és un municipi francès, situat a la regió de país del Loira, al departament de Loira Atlàntic, que històricament va formar part de la Bretanya. L'any 2006 tenia 1.021 habitants. Limita amb Nozay, Treffieux, Lusanger, Derval i Marsac-sur-Don.

## Demografia
| 1962                                       | 1968  | 1975 | 1982  | 1990  | 1999 |
| ------------------------------------------ | ----- | ---- | ----- | ----- | ---- |
| 1.007                                      | 1.076 | 991  | 1.023 | 1.041 | 989  |
| Des de 1962: població sense dobles comptes |       |      |       |       |      |

## Administració
| Període   | Identitat       | Partit |
| --------- | --------------- | ------ |
| 2001-2008 | Michel Bourdeau | PS     |
| 2008-     | André Marsac    |        |